# Ore disperate (film 1955)
Ore disperate (The Desperate Hours) è un film del 1955 diretto da William Wyler, ispirato all'omonimo romanzo di Joseph Hayes.
Il film ha avuto un remake con lo stesso titolo nel 1990 diretto da Michael Cimino.

## Trama
Una tipica famiglia per bene americana, marito moglie e due figli, viene presa in ostaggio da tre evasi che si nascondono nella loro casa in attesa di completare il loro piano di fuga. Si instaura una competizione sul piano psicologico tra il capofamiglia e il capobanda, che mostra una velata ammirazione per l'occasionale  rivale, mentre il più giovane dei delinquenti, fratello del capo, è attratto, comportandosi correttamente, dalla figlia maggiore. Pur se l'epilogo finale vedrà la legge prevalere, il film non nasconde uno sguardo di umanità verso i due fratelli criminali.

## Riconoscimenti
- National Board of Review Awards 1955
  - miglior regista